# Игра судбине (2. сезона)
Друга сезона серије Игра судбине емитовала се од 6. септембра 2021. године до 3. фебруара 2022. године и има укупно 110 епизода.

## Улоге

### Главне
- Лука Рацо као Алекса Ожеговић
- Стеван Пиале као Лука Каначки
- Милица Милша као Ада Каначки
- Владан Савић као Иван Ожеговић
- Слободан Ћустић као Вукашин Сувобрк
- Оља Левић као Мила Ожеговић
- Милица Томашевић као Нада Галић
- Вук Салетовић као Бојан Галић "Дебељко"
- Даница Ристовски као Љиљана Караматијевић "Лила"
- Снежана Савић као Донка де Саели
- Сандра Бугарски као Марица Панчетовић "Панчета"
- Дарко Томовић као Тихомир Бунчић "Тића"
- Павле Јеринић као Матија Грбић
- Матеа Милосављевић као Софија Шубаревић
- Кристина Јовановић као Јелена Радман Галић
- Аммар Мешић као Страхиња Бунчић
- Јелена Ђукић као Вишња Дулановић
- Драгана Мићаловић као Уна Христић Каначки
- Ива Штрљић као Дијана Ерски
- Даниела Кузмановић као Катарина Илић
- Миљан Давидовић као Јанко Марковић
- Милан Босиљчић као Градимир Комарчевић "Комарац" / Маринко Комарчевић "Свитац"
- Милош Влалукин као Звонимир Лагаторе
- Ненад Ненадовић као Томас Брунер
- Мина Лазаревић као Стана Џелетовић (епизоде 2−110)
- Југослава Драшковић као Божидарка Шубаревић "Брзутка" (епизоде 2−110)
- Иван Томић као Слободан Џелетовић "Цоле" (епизоде 2−110)
- Данина Јефтић као Клаудија Чарапина (епизоде 2−110)
- Бојана Грабовац као Маријана Јовановић (епизоде 2−110)
- Лидија Вукићевић као Милева Танкосић "Милевица" (епизоде 2−110)
- Димитрије Илић као Милорад Обреновић (епизоде 2−110)
- Саша Јоксимовић као Максим Шубаревић (епизоде 2−110)
- Тијана Максимовић као Жаклина Танкосић (епизоде 2−110)
- Ивана Дудић као Нора Залад (главни: епизоде 2−110; гост: епизода 1)
- Стојан Ђорђевић као Вид Залад (главни: епизоде 2−110; гост: епизода 1)
- Милорад Дамјановић као Филип Додић "Дода" (главни: епизоде 11−110; епизодни: епизодe 2−3, 5−6, 8, 10)
- Арсеније Тубић као Ритер Брунер (главни: епизоде 46−110; епизодни: епизоде 13−14, 18−19, 22−25, 28−29, 31, 35−39, 41, 44−45)
- Кристина Савић као Олга Ожеговић (главни: епизоде 46−110; епизодни: епизоде 39−41, 43−45)
- Ненад Гвозденовић као Часлав Христић (главни: епизоде 46−110; епизодне: епизоде 38−40, 45)
- Борис Пинговић као Никша Корлат (епизоде 56−110)
- Марко Јовичић као Јамездин (главни: епизоде 56−110; епизоде: епизоде 6, 13, 29, 32, 34, 36, 38−43, 47, 49−50, 52, 54−55)

### Епизодне
- Елвира Аљукић као Рабија Џонлагић "Жишка"[а]
- Марко Радојевић као Миле Писаров "Миле Купус"
- Андриана Гавриловић Ђорђевић као Анђа Ђорђевић
- Тања Павловић као Теа Тадин
- Биљана Малетић Заверла као Јасна
- Предраг Коларевић као Директор полиције
- Бранко Јеринић као Матијин отац
- Радомир Николић као Брунеров адвокат
- Даница Тодоровић као Др. Милеуснић

1. ↑  Пуним именом: Рабија Џонлагић Карамахмутовић Бејкер Моралес Папаниколаус Сорокина Манчини Шлезингер.

## Епизоде
| Бр. еп. (укупно) | Бр. еп. (у сезони) | Наслов          | Редитељ                                       | Сценариста      | Премијера           |
| --- | ------------------ | --------------- | --------------------------------------------- | --------------- | ------------------- |
| 312 | 1                  | "Епизода 2.1"   | Александра Елчић Челановић и Станко Милошевић | Жарко Јокановић | 6. септембар 2021.  |
| Вест на тв-у о Адиној смрти био је само Алексин сан из којег се узнемирено пробудио и питао Милу да ли је све у реду са Адом. Ноћ пре тога Ада се јавила синовима и Вукашину да је добро и да се не брину. Ада се враћа кући и одлази у своју радну собу где је решена да објасни шта се све дешавало у Берлину. |                    |                 |                                               |                 |                     |
| 313 | 2                  | "Епизода 2.2"   | Александра Елчић Челановић и Станко Милошевић | Жарко Јокановић | 7. септембар 2021.  |
| У договору са Софијом Вид почиње да загорчава живот Мили. Жели да јој исприча тајне везане за погибију њених родитеља у Немачкој. Ада објашњава Луки и Алекси да Брунер стиже у Србију као покојник јер је то најлакши начин да се допреми. На основу свега што је чуо од Аде, Вукашин схвата да јој је постао непотребан и доноси одлуку да је напусти. |                    |                 |                                               |                 |                     |
| 314 | 3                  | "Епизода 2.3"   | Александра Елчић Челановић и Станко Милошевић | Жарко Јокановић | 8. септембар 2021.  |
| Максим жели да разговара са својом сестром о њиховом оцу питајући се зашто га је убила. Брунеров нестанак и даље све интригира, а он је завршио иза решетака, управо онако како му је Ада обећала. Презадовољна што га види беспомоћног и уловљеног, она понавља речи које је изговорила у соби кад је веровала да ће је убити - да га чека нешто горе од смрти и то доживотно. |                    |                 |                                               |                 |                     |
| 315 | 4                  | "Епизода 2.4"   | Александра Елчић Челановић и Станко Милошевић | Жарко Јокановић | 9. септембар 2021.  |
| Панчета је мало живнула. Барем је у друштву својих најмилијих. Ада чини оно што може и захтева од тетка Лиле да више никада никоме не спомиње Панчетиног оца као Бошковог убицу. Ада још није открила све што зна. Чува још неке лепе вести. Тајна је толика да чак ни Алекса и Лука не смеју ништа да кажу својим девојкама Мили и Уни. |                    |                 |                                               |                 |                     |
| 316 | 5                  | "Епизода 2.5"   | Александра Елчић Челановић и Станко Милошевић | Жарко Јокановић | 10. септембар 2021. |
| Брунер тражи да га моментално пусте из затвора јер је сигуран да неко хоће да га убије. Стана Џелетовић не верује у причу о „силуети која се врзмала” по затворским ћелијама. На седници Управног одбора Ада је изнела чињенице које са неверицом прихватају Донка и Софија. Кад је полиција ставила лисице Софији на руке, она у пролазу добацује Луки да ли хоће да му се дете роди у затвору. |                    |                 |                                               |                 |                     |
| 317 | 6                  | "Епизода 2.6"   | Александра Елчић Челановић и Станко Милошевић | Жарко Јокановић | 13. септембар 2021. |
| Пошто су похапшени Донка, Софија и Звонимир, полиција стиже и до Јанка из магацина. И Вид је јако забринут јер је сигуран да ако се нешто деси Брунеру да се њему и сестри не пише добро. Стиже ред и на теткиног мезимца Матију. С лисицама на рукама дозива тетку да му помогне. |                    |                 |                                               |                 |                     |
| 318 | 7                  | "Епизода 2.7"   | Александра Елчић Челановић и Станко Милошевић | Жарко Јокановић | 14. септембар 2021. |
| Софија се не сналази најбоље у затвору. Наставља да глуми надмоћну девојку и супротставља се другим затвореницама које то користе да би јој показале ко је главни иза решетака. Ни Матији затворски дани не протичу у миру. Када су Лука и Алекса сазнали од Аде ко све стоји иза Бошковог убиства и да је убица Панчетин отац, крећу из истих стопа до Панчете. Лука бесни и претећи пита Панчету, којој је та тема иначе рак рана, да ли је знала да је њен отац убица. |                    |                 |                                               |                 |                     |
| 319 | 8                  | "Епизода 2.8"   | Александра Елчић Челановић и Станко Милошевић | Жарко Јокановић | 15. септембар 2021. |
| Брунер упућује адвоката да оде код Вида и Клаудије и да им поручи да је „време да изађу из мишје рупе” и да ће они то разумети. Ада долази на разговор код Панчете која је преплашена и очекује да ће опет бити оптужена да је знала да је њен отац убица Бошка Каначког. Након разговора са Матијом, инспектор Цоле закључује да је спреман да буде сведок сарадник. Зато му поставља услов везан за Софију. Матија је без текста. |                    |                 |                                               |                 |                     |
| 320 | 9                  | "Епизода 2.9"   | Александра Елчић Челановић и Станко Милошевић | Жарко Јокановић | 16. септембар 2021. |
| Тетка Лила не може да схвати да Ада неће прстом да мрдне да би извукла из затвора свог сестрића Матију. Софија је у ћорсокаку. Свашта јој стављају на терет, убиство, отмицу, тровање Аде Каначки... А посебно ју је поразило кад је чула да ће нешто од тога потврдити Матија. И Вукашина чека изненађење у вези са његовим „учеником”. |                    |                 |                                               |                 |                     |
| 321 | 10                 | "Епизода 2.10"  | Александра Елчић Челановић и Станко Милошевић | Жарко Јокановић | 17. септембар 2021. |
| Ада притиска Матију и захтева да се изјасни − или ће да прихвати све што она тражи или ће годинама трунути у затвору. Матија је избезумљен и моли је да му то не чини. Нора је забринута јер не зна да ли ће се испоставити да они нису Бошкова деца. Маринко је извео Вишњу на романтичну вечеру, извадио прстен и запросио је. Да ли је могао да предвиди њену реакцију? |                    |                 |                                               |                 |                     |
| 322 | 11                 | "Епизода 2.11"  | Александра Елчић Челановић и Станко Милошевић | Жарко Јокановић | 20. септембар 2021. |
| Трач да се Вишња верила преноси тетка Лили Дијана Ерски. Вишња тугује и објашњава Лили да не може да прихвати Маринкову понуду јер још увек мисли на Комарца. И Маринко открива професору да је желео да вери Вишњу али да га је одбила. На његово изненађење, Вукашин му је честитао. Дода разоткрива Вукашина и отворено га пита зашто крије своју љубав према Ади. Ишчекују се налази ДНК анализе. Нора моли Вида да и уколико налази ДНК теста буду негативни да не направи неку глупост и да се њих двоје и даље држе заједно. |                    |                 |                                               |                 |                     |
| 323 | 12                 | "Епизода 2.12"  | Александра Елчић Челановић и Станко Милошевић | Жарко Јокановић | 21. септембар 2021. |
| Софија изазива инцидент у ћелији и због туче са другом затвореницом полицајке је премештају у самицу. Доктор Виду и Нори саопштава налазе ДНК анализе. Дода затиче у ресторану уплакану Нору која му признаје да је уплашена. Док је седео са Луком у канцеларији, Страхиња добија напад љубоморе када је на екрану Лукиног мобилног угледао Надино име. А тек када је чуо шта је она имала да каже... |                    |                 |                                               |                 |                     |
| 324 | 13                 | "Епизода 2.13"  | Александра Елчић Челановић и Станко Милошевић | Жарко Јокановић | 22. септембар 2021. |
| Иако је наизглед умирила Страхињу, Нада се поверава Алекси да не зна колико ће дуго моћи да крије тајну од њега. Њихов разговор није промакао Панчетиним ушима. Ада добија податак да је Брунеру у затворску посету дошао син Ритер. Вукашин је упозорава да њихов непријатељ нешто спрема. И заиста, Ритер добија од оца упутства како да сруши Кан холдинг. Он није једини који издаје упутства за наставак „рата”. На другој страни, Дода објашњава Маријани шта јој је чинити, а Лила посећује Матију. |                    |                 |                                               |                 |                     |
| 325 | 14                 | "Епизода 2.14"  | Александра Елчић Челановић и Станко Милошевић | Жарко Јокановић | 23. септембар 2021. |
| Ритер се код адвоката распитује о томе како пред законом стоји случај његовог оца. Када је чуо да су докази јаки, наређује адвокату да ће од сада слушати њега, а не Брунера. Осим Софије која је у самици, сада и Донка хистерише у ћелији. Ипак, највећу ујдурму у затвору направио је инспектор Цоле који успева да завади све „птичице” и натера их да пропевају једни о другима. Ада је забринута због Видове реакције. |                    |                 |                                               |                 |                     |
| 326 | 15                 | "Епизода 2.15"  | Александра Елчић Челановић и Станко Милошевић | Жарко Јокановић | 24. септембар 2021. |
| Тића теши Ивана, али га и прекорева што није остао на опоравку у кући Каначких јер би тако свакодневно виђао Аду. Лила притиска сестричину и подсећа је на обећање које је дала покојној сестри, Матијиној мајци. Побеснели Вид упада код Норе у канцеларију и наставља са паранојама везаним за тест очинства. Панчета смишља нови паклени план. |                    |                 |                                               |                 |                     |
| 327 | 16                 | "Епизода 2.16"  | Александра Елчић Челановић и Станко Милошевић | Жарко Јокановић | 27. септембар 2021. |
| Лука одлази по налазе ДНК анализе, али оно што је доктор имао да му каже није оно чему се надао. Због трњења у левој руци Матија завршава код затворског лекара. Када су сазнали за његову дијагнозу, инспектори Стана и Цоле стижу код Софије у намери да је сломе вестима и тако изнуде бар неко признање. Брунер преко адвоката добија податак да је Лука сазнао тачно оно што је требало да сазна и то захваљујући Донкиној похлепи. После свега што се десило, по доласку у Кан холдинг, Лука пред Адом удара Вида у главу. |                    |                 |                                               |                 |                     |
| 328 | 17                 | "Епизода 2.17"  | Александра Елчић Челановић и Станко Милошевић | Жарко Јокановић | 28. септембар 2021. |
| Када ју је Вид уверио да жели да буде отац детету које носи, Жаклина му саопштава још једну важну ствар: Лука ни под којим условима не сме да сазна да је дете заправо његово. Клаудија убацује "црва" у главу Милевици и изражава сумњу да управо Дијана Ерски по граду шири трачеве о министарки и Брунеру. Пошто је отворено претила Донки, Ада сада издаје наређење Вукашину да се „постара” за Звонимира. |                    |                 |                                               |                 |                     |
| 329 | 18                 | "Епизода 2.18"  | Александра Елчић Челановић и Станко Милошевић | Жарко Јокановић | 29. септембар 2021. |
| Брунер тражи од сина да хитно заустави медијску хајку против њега и да прво нађе Маријану. Када је угледала Доду у својој фотељи и сазнала да је остала без жељене канцеларије, Дијана доживљава блажи ”нервни слом”. Због загонетке коју последњих дана остављају где год да се појаве, Уна и Мила одлучују да прате Алексу и Луку и не само то, долазе на идеју да им ”прекопају” мобилне телефоне како би коначно схватиле шта смерају. Ада долази у посету Матији и затиче га како непомично лежи. Ван себе од страха и шока, почиње да дозива помоћ.                                                                                |                    |                 |                                               |                 |                     |
| 330 | 19                 | "Епизода 2.19"  | Александра Елчић Челановић и Станко Милошевић | Жарко Јокановић | 30. септембар 2021. |
| Јелена је пала у несвест када је у ходнику Кан Холдинга од Вукашина чула да је Матија у затворској болници јер је доживео мождани удар. Исти податак са Луком и Алексом дели и Ада. Када је од инспектора сазнао да је Брунер наручио његово убиство, Иван полако почиње да склапа коцкице и схвата да је Ада све знала. У неочекивану ноћну посету Звонимиру долази Вукашин који закључава врата ћелије. Дода спрема изненађење Ади − доводи јој у госте Жишку. |                    |                 |                                               |                 |                     |
| 331 | 20                 | "Епизода 2.20"  | Александра Елчић Челановић и Станко Милошевић | Жарко Јокановић | 1. октобар 2021.    |
| Дебељко кипти од беса због чињенице да се Јелена онесвестила када је чула шта се догодило њеном бившем дечку Матији. Инспекторка Стана је била затечена Софијином одлуком да се подвргне полиграфском тестирању. Пошто је одбила да седне са Ритером, Маријану су на улици нападали његови људи. Са повредама долази код Аде и саопштава јој шта се догодило. Када је угледала Жишку у клубу, Дијана одмах пада у несвест. |                    |                 |                                               |                 |                     |
| 332 | 21                 | "Епизода 2.21"  | Александра Елчић Челановић и Станко Милошевић | Жарко Јокановић | 4. октобар 2021.    |
| Панчета се све дубље уваљује у своје лажи када је Иван у кући случајно затекао мајстора. Док је седела са Цолетом, Катарина признаје да се уплашила Стане, али не зато што јој поново прети већ због тога што са њим проводи превише времена. Дијана је била шокирана када је схватила да Ада нема намеру да отпусти Жишку и да ју је лично познала да дође и ради за њу. Романтичан сусрет Доде и Норе прекинула је Стана својим злурадим коментарима. Брзутка кроз сузе саопштава сину да не може да опрости Софији што је побацила и да би волела бебу без обзира што јој је Матија отац.                                             |                    |                 |                                               |                 |                     |
| 333 | 22                 | "Епизода 2.22"  | Александра Елчић Челановић и Станко Милошевић | Жарко Јокановић | 5. октобар 2021.    |
| Ритер има нове болесне идеје на уму, а по својој прилици, Иван ће поново надрљати. Министарки Милеви се због трачева и навода о сарадњи са Брунером дрма фотеља па тражи Вукашинову помоћ. Када је одбила да плати рачун у Клубу, Дијану је по Жишкином налогу обезбеђење избацило из локала. Инспекторка Стана долази у посету Софији и саопштава јој да се Матија шлогирао и да му се боре за живот. |                    |                 |                                               |                 |                     |
| 334 | 23                 | "Епизода 2.23"  | Александра Елчић Челановић и Станко Милошевић | Жарко Јокановић | 6. октобар 2021.    |
| Док је седела у парку, Вишња изненада схвата да испред себе види Комарца. Од шока добија трудове. Ада је ван себе због Матијиног здравственог стања и тражи од докторке да јој каже истину. Нада одлази на полагање дипломског док Панчета у „публици” прави само себи својствене гафове. Ритер наставља да подгрева Брунерову мржњу према Ивану. Коначно стижу налази ДНК анализе - Лука јесте син Бошка Каначког, а Вид и Нора... |                    |                 |                                               |                 |                     |
| 335 | 24                 | "Епизода 2.24"  | Александра Елчић Челановић и Станко Милошевић | Жарко Јокановић | 7. октобар 2021.    |
| Док Вишња пева беби у болници, на вратима собе се појављује Комарац. Инспекторка Стана издаје упутства Донки - отићи ће у ћелији код судије Обреновића и одглумиће да је пуштена на слободу. Ритер не губи време и сада „напада” министарку Милеву, јасно јој стављајући до знања да је упознат са свим њеним и Брунеровим „акцијама”. Пошто је сазнао шта се десило са Софијином бебом, Алекса све признаје Луки који револтиран одлази у затвор. |                    |                 |                                               |                 |                     |
| 336 | 25                 | "Епизода 2.25"  | Александра Елчић Челановић и Станко Милошевић | Жарко Јокановић | 8. октобар 2021.    |
| Док је Вишња ван себе због ситуације са бебом, Вукашин обавља разговор са Видом, а Дијана врбује Жаклину да шпијунира за њу. Када је сазнала да је Ритер почео да долази у бизнис клуб, Ада тражи од Жишке да обрати пажњу на њега и наглашава да јој је свако податак о њему веома битан. За то време, Ритер одлази у посету Божидарки. У почетку она не жели да разговара са њим, али је Ритер уцењује Софијиним изласком из затвора. Матија покушава да каже нешто Лили. |                    |                 |                                               |                 |                     |
| 337 | 26                 | "Епизода 2.26"  | Александра Елчић Челановић и Станко Милошевић | Жарко Јокановић | 11. октобар 2021.   |
| Лука и Алекса моле Лилу да им помогне око проналажења Униног оца. У Адин дом право из затвора стиже Јасна. Док Вишња и Маринко једно другом изјављују љубав, њихов разговор из прикрајка прислушкивао је Комарац који кипти од зависти и љубоморе. Када је видео мајку да припрема Софијине ствари за излазак из затвора, Максим наваљује да му каже како је толико сигурна да ће Софију убрзо пустити на слободу. |                    |                 |                                               |                 |                     |
| 338 | 27                 | "Епизода 2.27"  | Александра Елчић Челановић и Станко Милошевић | Жарко Јокановић | 12. октобар 2021.   |
| Када је видела да Матија жели нешто да каже, али да због свог стања то не успева, докторка покушава да нађе алтернативни начин комуникације. Она му поставља питања, а он ”одговара“ стиском руке. Као што је и планирала, Софија бива подвргнута полиграфском испитивању. Ада тражи од Маријане помоћ - треба јој неко ко ће се приближити Ритеру. Жишка долази код Ивана и прави општу пометњу у кући. Од свог пријатеља у полицији Вукашин сазнаје да Софија није “пала“ ни на једном питању. |                    |                 |                                               |                 |                     |
| 339 | 28                 | "Епизода 2.28"  | Александра Елчић Челановић и Станко Милошевић | Жарко Јокановић | 13. октобар 2021.   |
| Када је Донка затражила сусрет са управником затвора, Стана почиње да губи живце. Податак да Брунер из затвора покушава да води своје прљаве послове долазе до Аде. У намери да то спрече, полицајци уводе „кртицу” у његове редове. Жишка „баца око” на Тићу, а Панчета кипти од љубоморе и беса. Од нове кућне помоћнице Јасне, бивше цимерке из ћелије, Ада сазнаје да је Лила отишла на краћи пут, а Вишња сазнаје лоше вести. |                    |                 |                                               |                 |                     |
| 340 | 29                 | "Епизода 2.29"  | Александра Елчић Челановић и Станко Милошевић | Жарко Јокановић | 14. октобар 2021.   |
| Док је са Луком испробавао одело за венчање, Алексу на телефон позива Мила. Његова провидна лаж да је на пословном састанку додатно је разбеснела и њу, али и Уну. Страхиња саветује оца да пусти Панчету да изгори од љубоморе јер је то једини начин да схвати колико му је важна. Ритер тражи од Донке да пренесе судији да ће, уколико помене полицији Брунера, то бити последња ствар коју је урадио. Када је чула како поред болничког кревета прети болесном Матији, Ада је Клаудији јасно ставила до знања да је спремна на све.                                                                                                 |                    |                 |                                               |                 |                     |
| 341 | 30                 | "Епизода 2.30"  | Александра Елчић Челановић и Станко Милошевић | Жарко Јокановић | 15. октобар 2021.   |
| Фотографије Луке и Алексе које је кришом направила, Дијана одмах односи у Кан холдинг и показује их Мили и Уни. Да ствар буде гора, она им предочава ко су жене које мушкарцима бирају одела - оне које су их пре тога истим тим мушкарцима скинуле. У Малдивима избија скандал − док је Жишка заводила Тићу долази Панчета и хвата супарницу за гушу. Донка позива Аду јер жели да закопају ратне секире, али... |                    |                 |                                               |                 |                     |
| 342 | 31                 | "Епизода 2.31"  | Александра Елчић Челановић и Станко Милошевић | Жарко Јокановић | 18. октобар 2021.   |
| Чувши да неком дојављује да је ушао у бизнис клуб, Ритер с леђа прилази Жишки, а од њене реакције се скаменио. Уна обавештава Луку да на пар дана иде из града како би присуствовала семинару, али се он жустро противи њеном одласку. Свађа не заобилази ни Милу и Алексу. Маријана успева да изазове „случајни” сусрет са Ритером. Инспекторски тандем обавештава Брунера о резултатима истраге и саопштава му срећне вести. |                    |                 |                                               |                 |                     |
| 343 | 32                 | "Епизода 2.32"  | Александра Елчић Челановић и Станко Милошевић | Жарко Јокановић | 19. октобар 2021.   |
| Лука захтева од Дијане да одмах исправи брљотину коју је направила. Пошто је Нора замолила Милу и Уну да иде са њима на журку јер Вид неће бити ту, Уна почиње да схвата да је читава прича око семинара можда намештена. Због успешно обављеног полиграфа, инспекторка Стана бива приморана да пусти Софију из притвора. По доласку кући, она одмах напада брата и назива га псетом, а када је Максим кренуо на сестру, Божидарка узима кухињски нож. |                    |                 |                                               |                 |                     |
| 344 | 33                 | "Епизода 2.33"  | Александра Елчић Челановић и Станко Милошевић | Жарко Јокановић | 20. октобар 2021.   |
| Цоле има занимљиву понуду за Звонимира − обезбедиће му положај заштићеног сведока, али заједно морају да одиграју једну игру. Министарка Милева пред Уном поруче да има било какве везе са Видовим одласком на семинар. У посети Матији долази Ада, али није сама − са њом стижу и Алекса и Лука. Због свега што јој је изговорио, Лука сада тражи опроштај од Панчете. |                    |                 |                                               |                 |                     |
| 345 | 34                 | "Епизода 2.34"  | Александра Елчић Челановић и Станко Милошевић | Жарко Јокановић | 21. октобар 2021.   |
| Ада је решена да уништи Брунера, а Вукашин јој је додатно поправио расположење − рекао јој је да је обавештен да ће Брунер управо у тренутку док разговарају у затвору примити неочекиван пакет. И заиста, „пакет” стиже и то у виду Звонимира. Тића и Иван негодују због Надиног поклона, а стање са журком баш као и са семинаром, наставило је да се зсложава. Софија долази у посету Матији. У тренутку када ју је угледао, он остаје без свести. |                    |                 |                                               |                 |                     |
| 346 | 35                 | "Епизода 2.35"  | Александра Елчић Челановић и Станко Милошевић | Жарко Јокановић | 22. октобар 2021.   |
| Софија наставља са уцењивањем − тражи да у сваком тренутку може да уђе код Матије у болницу и не само то, захтева да га отму. Очајна због чињенице да није позвана на корпоративну журку, Дијана долази код Аде и тражи да је званично позову. Алекса покушава да „превесла” Милевицу измишљеном причом о награди коју би требало да јој уруче Уна и Мила. Цоле преноси податак да је Брунер од свог адвоката тражио да потрује све његове похапшене сараднике. Да су гени чудо потврђује и Ритер који саопштава оцу да ће уништити породицу Каначки и да ће сви одлетети у ваздух.                                                      |                    |                 |                                               |                 |                     |
| 347 | 36                 | "Епизода 2.36"  | Александра Елчић Челановић и Станко Милошевић | Жарко Јокановић | 25. октобар 2021.   |
| Софија хистерише на мајку јер је Матији и њој направила пакао од живота. Када је чуо Адину идеју да на пар дана оду у Париз само њих двоје, Иван је био веома изненађен. На свеопшту ујдурму и теорије о томе да Алекса и Лука имају љубавнице пада и Ада и због тога је спремна да им направи велики проблем. Ствари су се додатно усложиле када је Страхиња прозрео још једну Надину лаж. Ритер има велико саопштење за Софију - подметнуо је бомбу и сад чека експлозију. |                    |                 |                                               |                 |                     |
| 348 | 37                 | "Епизода 2.37"  | Александра Елчић Челановић и Станко Милошевић | Жарко Јокановић | 26. октобар 2021.   |
| Уцењивачица Клаудија наставља да малтретира Матију − сада му наговештава да чека његово дете и да се нада да није један од оних очева које би занемарали своје обавезе. Она брже-боље хита у клуб где је чека нестрпљиви Ритер. Ада позива Уну и Милу и моли их да јој помогну у једној намери. Све је спремно за корпоративну журку, а међу првима стиже управо Ада са својом свитом. |                    |                 |                                               |                 |                     |
| 349 | 38                 | "Епизода 2.38"  | Александра Елчић Челановић и Станко Милошевић | Жарко Јокановић | 27. октобар 2021.   |
| Софија и Ритер завршавају у кревету. Док се већина веселила призору који види пред собом - дупли пар младенаца, други са нестрпљењем ишчекују зло које је Ритер најавио. С тим у вези, на лажну прославу фирме, а заправо журку поводом венчања, долази и Софијина мајка. Она у тоалету среће сина и моли га да је уведе у салу како би могла из прве руке да види шта ће да пукне. За то време, Маринко убеђује Вукашина да је све под контролом и да су сви безбедни. |                    |                 |                                               |                 |                     |
| 350 | 39                 | "Епизода 2.39"  | Александра Елчић Челановић и Станко Милошевић | Жарко Јокановић | 28. октобар 2021.   |
| Након ноћи проведене са Софијом, Ритер вади новчаник. На венчању, Вукашин схвата да Жаклина пати за Луком боји се да због својих осећања никад неће моћи да буде срећна поред Вида. Дијана хвата бидермајер, а изненађењима нема краја. Лука у име свог Ивана тражи Алекси Адину руку - и она пристаје. Тачно пред изговарање судбоносног “да“ пукла је Ритерова бомба - Иван је остао шокиран. |                    |                 |                                               |                 |                     |
| 351 | 40                 | "Епизода 2.40"  | Александра Елчић Челановић и Станко Милошевић | Жарко Јокановић | 29. октобар 2021.   |
| Док једни покушавају да схвате како се покојна Олга Ожеговић појавила на венчању, други осуђују Ивана, а трећи брину за Аду. Када је Лила одлучила да оде до њене собе како би је обишла и видела у ком је стању, Вукашин јој саопштава да Ада није сама. Сви се питају са ким је. Иван лије горке сузе у кафани и јада се Јамездину. За то време, Стана на месту где се одржавала прослава проналази занимљиву цедуљицу. |                    |                 |                                               |                 |                     |
| 352 | 41                 | "Епизода 2.41"  | Александра Елчић Челановић и Станко Милошевић | Жарко Јокановић | 1. новембар 2021.   |
| Ритер и Олга настављају спровођење свог пакленог плана, а он јој јасно ставља до знања да уколико се излети или је неко повеже са њим - „оде глава”. Док се сви питају да ли је неко знао за Иванов контакт са „бившом”, Мила наговара Уну да пробају да нађу Олгу и то без Алексиног и Лукиног знања. Стана сазива састанак са Вукашином и Цолетом због цедуљице коју је пронашла на венчању. На њој је био исписан број телефона, а она је сазнала и чији. Синови теше Аду која им признаје да се осећа изневерено, али и да је знала да је Олга жива.                                                                                 |                    |                 |                                               |                 |                     |
| 353 | 42                 | "Епизода 2.42"  | Александра Елчић Челановић и Станко Милошевић | Жарко Јокановић | 2. новембар 2021.   |
| Лука и Алекса проналазе обезнањеног Ивана у кафани. Вукашин саопштава Ади да је на дан венчања Стана пронашла цедуљицу са бројем телефона Ритерове фирме. Када је видео да му је отац очајан, Алекса тражи од Ивана да му да Олгин број телефона. Пошто је Ади беспотребно долила со на рану, Дода одмах избацује Дијану из куће Каначких. Вишња у болници сазнаје лоше вести. |                    |                 |                                               |                 |                     |
| 354 | 43                 | "Епизода 2.43"  | Александра Елчић Челановић и Станко Милошевић | Жарко Јокановић | 3. новембар 2021.   |
| Божидарка доноси Софији важне податке о Клаудији и наводној трудноћи са Матијом. Она у бесу одмах одлази у болницу. Извршавајући Ритерове наредбе, Олга проналази Луку и тражи од њега загрљај. На сву Вишњину муку због смрти детета стиже насмејани Маринко са букетом цвећа који, немајући појма шта се догодило, тражи да види бебу. У међувремену, Комарац ужива са својом тек рођеном принцезом коју је бескрупулозно раздвојио од мајке. |                    |                 |                                               |                 |                     |
| 355 | 44                 | "Епизода 2.44"  | Александра Елчић Челановић и Станко Милошевић | Жарко Јокановић | 4. новембар 2021.   |
| Вукашин не може да разуме како је Комарац као заштићени сведок могао да испари и како му је полиција изгубила сваки траг. За то време, Комарац проналази жену која ће чувати бебу док се он свети свом рођеном брату Маринку, али и Вишњи. У жару свађе, Панчета избацује Ивана из куће. Ритер показује Софији колики је ђаво и она је одушевљена. |                    |                 |                                               |                 |                     |
| 356 | 45                 | "Епизода 2.45"  | Александра Елчић Челановић и Станко Милошевић | Жарко Јокановић | 5. новембар 2021.   |
| Иван је завршио у полицији, а чим је то чуо, Алекса је захтевао од Олге да га заједно извуку из притвора. "Убила си нашу бебу. Иди од мене", рекао је Матија када је дошла Софија да га посети. Вукашин је прегледао све камере из породилишта и на њима спазио Маринка који га је убеђивао да то ипак није он. Вукашина то води на други траг. Ритер се састаје са Клаудијом и приморава је да покрене освету против Милевице. Клаудија на то нерадо пристаје. Софија ради на томе да се Комарцу изгуби сваки траг. Комарац са Вушњином бебом стиже код Божидарке.                                                                      |                    |                 |                                               |                 |                     |
| 357 | 46                 | "Епизода 2.46"  | Александра Елчић Челановић и Станко Милошевић | Жарко Јокановић | 8. новембар 2021.   |
| Дебељко препричава породици да је нападнут на улици и да су му том приликом узели пазар. Каже да је када се освестио видео Комарца. Сви мисле да је то последица ударца у главу. О Комарцу причају и у дому Каначких. Божидарка је бесна што уместо да чува унуче, чува дете неког криминалца, а Софија јој објашњава да им је беба потребна за уцену. Када су Жишка и Олга угледале једна другу у клубу, ствари почињу да се мењају. |                    |                 |                                               |                 |                     |
| 358 | 47                 | "Епизода 2.47"  | Александра Елчић Челановић и Станко Милошевић | Жарко Јокановић | 9. новембар 2021.   |
| Пошто је Алекса поново ступио на чело Кан холдинга као директор, Лука одлази код Дијане да јој саопшти вести - њена канцеларија сада постаје његова. Нетрпљивост између Доде и Максима је кулминирала. Зла екипа добија појачање, а Софија га лично представља Ритеру. Кад је угледала у канцеларији Луку и Уну како се љубе, трудној Жаклини је опет позлило. |                    |                 |                                               |                 |                     |
| 359 | 48                 | "Епизода 2.48"  | Александра Елчић Челановић и Станко Милошевић | Жарко Јокановић | 10. новембар 2021.  |
| Уверена да је њена беба умрла, Вишња не успева да превазиђе своје тешко психичко стање. После неуспелог покушаја самоубиства, она нестаје из куће Каначких и сви су ван себе. Тића сазнаје да Дебељко и Панчета планирају да избаце Ивана из куће и та идеја му се нимало не допада. Ритер показује неповерење према Звонимиру и одмах почиње да му прети. У тренутку када је Олга добила жељу да се повери Жишки, у клуб улази главна аброноша Дијана. |                    |                 |                                               |                 |                     |
| 360 | 49                 | "Епизода 2.49"  | Александра Елчић Челановић и Станко Милошевић | Жарко Јокановић | 11. новембар 2021.  |
| Када је дошла у посету Матији, Софија затиче Луку и Алексу који брата поново уче да хода. Њене злобне коментаре и провокације прекинула је Ада. Вукашин даје савете Лили како да заведе Часлава, а Максим схвата да га Нора избегава и није једина која то ради. Пред Уном и Милом, Маријана у клубу раскринкава Дијану тврдећи да је претходно вече на истом том месту нудила Олги савезништво у борби против Аде. |                    |                 |                                               |                 |                     |
| 361 | 50                 | "Епизода 2.50"  | Александра Елчић Челановић и Станко Милошевић | Жарко Јокановић | 12. новембар 2021.  |
| Након свега што јој је рекла, Софија у стању потпуне неурачунљивости и хистерије одлази код Ритера са захтевом да убије Аду Каначки. Њеном живчаном растројству присуствовао је и Звонимир па Ритер користи прилику да му као доказ оданости повери овај језив задатак. Ада уцењује Донку снимцима, а Панчета после тешке увреде коју јој је изрекла сестра пребија Милевицу. Вишња сасвим случајно сазнаје податке о својој беби и то од Божидарке. |                    |                 |                                               |                 |                     |
| 362 | 51                 | "Епизода 2.51"  | Александра Елчић Челановић и Станко Милошевић | Жарко Јокановић | 15. новембар 2021.  |
| Несвестан да га је Олга намерно испровоцирала, Тића додатно усложава Иванову ситуацију када је његовим синовима препричао шта је видео рођеним очима уз констатацију да се Олга и Иван изгледа воле. Вишња коначно сазнаје добре вести - полиција је кренула по бебу, али... Када је чула да је Комарац “проваљен", Софија показује забринутост за мајку јер се плаши да је полиција не затекне у стану криминалца. Олга наставља са својим лажима, а Алекса и Лука наседају. |                    |                 |                                               |                 |                     |
| 363 | 52                 | "Епизода 2.52"  | Александра Елчић Челановић и Станко Милошевић | Жарко Јокановић | 16. новембар 2021.  |
| Кад је затекла Тићу у Жишкином загрљају, Панчета је потпуно изгубила контролу над собом. Вукашин покушава да утеши Вишњу и заклиње се да ће јој наћи ћерку. Ритер подноси оцу рачуне, а по свој прилици њих двојица су близу победе. Кад је дошла да посети Матију у болници, Ада на своје запрепашћење затиче празан кревет. |                    |                 |                                               |                 |                     |
| 364 | 53                 | "Епизода 2.53"  | Александра Елчић Челановић и Станко Милошевић | Жарко Јокановић | 17. новембар 2021.  |
| Лука обећава Дијани да ће јој вратити канцеларију само под условом да месец дана не проговори ни једну једину реч у Кан холдингу. Креаторка прихвата изазов. Цоле и Стана долазе код директора полиције и показују му фотографију „кртице”. Свој подли план Ритер наставља да спроводи преко Маринка. Нуди му савезништво како би се осветио Вукашину. |                    |                 |                                               |                 |                     |
| 365 | 54                 | "Епизода 2.54"  | Александра Елчић Челановић и Станко Милошевић | Жарко Јокановић | 18. новембар 2021.  |
| Прво што је Софију занимала када су јој мајку пустили из притвора је да ли је нешто рекла полицији и да ли ју је помињала инспекторима. Ада поверава Вукашину и Доди своје црне слутње − она је убеђена да Ритер спрема велико зло и да је Олга део његових планова. Због тога Дода невољно пристаје да разговара са Иваном како би га упозорио на опасност која га вреба. Нажалост, Иван пијан одлази код Олге и тако упада у нову замку. Да ствар буде гора, на Олгина врата долазе Ада и Дода и затичу Ивана у доњем вешу. |                    |                 |                                               |                 |                     |
| 366 | 55                 | "Епизода 2.55"  | Александра Елчић Челановић и Станко Милошевић | Жарко Јокановић | 19. новембар 2021.  |
| Док Лила помаже Матији у физикалној терапији, он јој тражи опрост. Ада снајама жели да преда породични накит − онај који је наследила од своје мајке, али оне се нећкају. У тренутку када је Панчета плаћала мајстора за обављање тајних радова у поткровљу наилази Тића. Када је питао шта се то дешава, добија одговор који није могао ни да сања: Плаћам стрипера. Када је Ритер ставио до знања Маријани да јој не верује, она га полива водом. Пошто је дошао у дом Каначких како би се видео са Адом, Вишња поново насрће на Маринка, а у Кан холдингу, Иван на Доду.                                                              |                    |                 |                                               |                 |                     |
| 367 | 56                 | "Епизода 2.56"  | Александра Елчић Челановић и Станко Милошевић | Жарко Јокановић | 22. новембар 2021.  |
| Максим сазнаје да су Нора и Дода упловили у везу. Вид је бесан на Жаклину и жели да зна шта је тражила код Луке у канцеларији. Његов тон јој се ни мало није допао. Слична ситуација чека и Луку са Уном. После инцидента у Кан холдингу, Лила са поносом саопштава Ади да је пребила Ивана. Ипак, Аду су много више занимали подаци које јој је донео Вукашин - Олга се у Аустралији није удавала, али има двоје деце. |                    |                 |                                               |                 |                     |
| 368 | 57                 | "Епизода 2.57"  | Александра Елчић Челановић и Станко Милошевић | Жарко Јокановић | 23. новембар 2021.  |
| Када је ушла у гардеробу и затекла своју модну линију у фронцлама, Нада је доживела шок. За то време Дијана ликује у клубу. Вукашин види да са Маринком није све у реду и зато му износи отворену претњу. Софија тражи услугу од Звонимира - жели Матију назад под својом контролом. Због стреса који је доживела, Нада добија трудове. |                    |                 |                                               |                 |                     |
| 369 | 58                 | "Епизода 2.58"  | Александра Елчић Челановић и Станко Милошевић | Жарко Јокановић | 24. новембар 2021.  |
| Дијана препричава Милеви да је освета почела и то “маказама до фронцли“, али министарка је сигурна да ће креаторку нахватати као “сома на бућкало“. Слави се Ружино рођење и сви су пресрећни, а Панчета још увек не открива своје изненађење за новопечене родитеље. Док Матија вежба са физиотерапеутом, по Софијиним упутствима у салу за рехабилитацију долази Звонимир. Олга коначно добија прилику да седне са Алексом и саопштава му да је болесна. У жељи да сазна где је Комарац, Маринко се обраћа Софији која хоће да му помогне, али под једним условом - да убије Аду Каначки.                                              |                    |                 |                                               |                 |                     |
| 370 | 59                 | "Епизода 2.59"  | Александра Елчић Челановић и Станко Милошевић | Жарко Јокановић | 25. новембар 2021.  |
| Лука покушава да сазна од Ивана због чега га Олга избегава. Ада и Жишка праве план како да од Олге извуку податке о томе шта смера и у каквој је вези са Ритером, али то није једино што мучи Аду. Она је сада приморана да Алекси саопшти детаље лажног снимка које му је својевремено сместила Маријана и то на Лукин захтев. Вукашин невешто покушава да наговори Вида и Жаклину да се венчају пре него што беба стигне на свет. Док је чашћавао све по фирми поводом рођења детета, злурада Дијана Страхињи изјављује саучешће због губитка мајке о чијој смрти он ништа не зна.                                                     |                    |                 |                                               |                 |                     |
| 371 | 60                 | "Епизода 2.60"  | Александра Елчић Челановић и Станко Милошевић | Жарко Јокановић | 26. новембар 2021.  |
| Када је дошао у клуб да би обавестио Жишку да се враћа на посао, Иван и не слути да је већ виђен за отказ. Док је у ресторану наручивала шампањац, Ада среће свог старог познаника Никшу и обоје су одушевљени случајним сусретом. Жишка започиње спровођење свог главног плана - полако напија Олгу и креће са испитивањем. |                    |                 |                                               |                 |                     |
| 372 | 61                 | "Епизода 2.61"  | Александра Елчић Челановић и Станко Милошевић | Жарко Јокановић | 29. новембар 2021.  |
| Донка саопштава Звонимиру да је Олга пуна пара и да би требало да се позабаве њеним „случајем”. Истовремено, Ритер подноси рапорт оцу да је спреман за отварање поглавља „министарка Танкосић”, али да му је за то потребан један податак - да ли је био са њом у вези. Када су се среле код Матије на рехабилитацији, Софија и Клаудија улазе у клинч. Лука одлучује да Уни каже истину - Лила се „мува” са њеним оцем. Али почетак њихове романсе покварио је сусрет са Божидарком. |                    |                 |                                               |                 |                     |
| 373 | 62                 | "Епизода 2.62"  | Александра Елчић Челановић и Станко Милошевић | Жарко Јокановић | 30. новембар 2021.  |
| Маринко упада у Кан холдинг у потрази за траговима. Док је претурао по документима, Максим га је сликао мобилним телефоном. Када су Нада и Страхиња довели бебу кући, сви су били обузети неописивом срећом. Панчета им коначно показује велико изненађење које им је приредила у поткровљу, али није једина која ”маше” кључевима. Олга у клубу наставља да плете мрежу, а сада има и нову жртву. |                    |                 |                                               |                 |                     |
| 374 | 63                 | "Епизода 2.63"  | Александра Елчић Челановић и Станко Милошевић | Жарко Јокановић | 1. децембар 2021.   |
| Радосна због сусрета са Чаславом, Божидарка преноси Софији да је “бацила бомбу" на породицу Каначки. Цело стање додатно усложује заљубљена Лила. Лука јој јасно ставља до знања да преко његових леђа и његовог брака неће остваривати своје романтичне циљеве. По доласку у клуб, Дијана за шанком затиче Олгу обезнањену од алкохола, али и Жишку која је "пљачка". |                    |                 |                                               |                 |                     |
| 375 | 64                 | "Епизода 2.64"  | Александра Елчић Челановић и Станко Милошевић | Жарко Јокановић | 2. децембар 2021.   |
| Следећа на списку Ритерових мета је министарка Танкосић. Пошто је Жишка отпремила пијану Олгу у хотел, на рецепцији је среће и Лила која је дошла да изнајми собу. Максим поверава мајци да је заљубљен у Нору, а она има план како да је освоји. Дода и Ада до танчина разрађују план за шпијунирање па Ритер добија нову чистачицу у фирми.. |                    |                 |                                               |                 |                     |
| 376 | 65                 | "Епизода 2.65"  | Александра Елчић Челановић и Станко Милошевић | Жарко Јокановић | 3. децембар 2021.   |
| Лука упада у Божидаркину и Софијину замку и сада више ништа неће моћи да га опере у очима Униног оца Часлава. А како је тек реаговала Уна када је чула шта се догодило у Софијином стану. Разговор између Аде и Стане чула је и Вишња - Маринко је прешао на другу страну. Алекса у клубу од Дијане покушава да сазна ко је исекао Надине моделе. Док је прислушкивала дешавања у Олгиној соби, отварају се врата и Лила се обрушава на Ивана. |                    |                 |                                               |                 |                     |
| 377 | 66                 | "Епизода 2.66"  | Александра Елчић Челановић и Станко Милошевић | Жарко Јокановић | 6. децембар 2021.   |
| Часлав препричава ћерки шта је затекао код Софије у стану док Лила препричава Ади шта је видела и чула код Олге у соби пре него што је насрнула на Ивана. Она је уверена да зна којом тајном Олга уцењује свог још увек законитог мужа. Ритер уцењује Милеву - ако не уради шта тражи од ње, послаће је на робију. Када су саопштили да су одлучили да бебу назову Ружа, Панчети је излетело и пред Надом изговара да је Страхињина мајка мртва. Док је седела са Никшом на вечери, Ада добија поруку од Жишке. У новчанику је пронашла занимљиву визитку са именом: Никша Корлат.                                                       |                    |                 |                                               |                 |                     |
| 378 | 67                 | "Епизода 2.67"  | Александра Елчић Челановић и Станко Милошевић | Жарко Јокановић | 7. децембар 2021.   |
| Када је дошао на пријемни испит за упис на факултет, Лука није и ни слутио да је за преписивање стартовао ни мање ни више него професорку. Страхиња објашњава Нади због чега јој није рекао за смрт мајке, а Цоле обавештава Аду о Станином испитивању Јанка. Без трунке оклевања, Алекса захтева од Дијане да или плати штету коју је направила Надиним моделима или да лети из фирме. Вукашин се суочава са Маринком. |                    |                 |                                               |                 |                     |
| 379 | 68                 | "Епизода 2.68"  | Александра Елчић Челановић и Станко Милошевић | Жарко Јокановић | 8. децембар 2021.   |
| Бесна због Божидаркине посете Доди, Нора позива Максима на разговор и скреће му пажњу на непримерено понашање његове мајке. После опсежне истраге коју је спровео над Никшом Корлатом, Дода подноси извештај Ади и саопштава јој све што је сазнао. Приликом посете судији Обреновићу, Донка успева у својој намери да му извуче и последњи динар. Када га је ухватила у домунђавању са колегом, Луку професорка замало избацује са пријемног испита. Ритер саопштава Клаудији свој план − Милева и Ада ће завршити у затвору, а она ће добити министарску фотељу.                                                                       |                    |                 |                                               |                 |                     |
| 380 | 69                 | "Епизода 2.69"  | Александра Елчић Челановић и Станко Милошевић | Жарко Јокановић | 9. децембар 2021.   |
| Комарац започиње бизаран телефонски разговор са својим братом Маринком. Осим увреда, он изговара и низ застрашујућих претњи. Док је седео са Софијом, Ритер саопштава да је све слагао и да су му мете министарка Милева и Ада, а да заправо има потпуно другачије планове. У затворској болници долази до венчања. Донка користи прилику да се уда за судију Обреновића који је на самрти. Када се Ада појавила у клубу са Никшом, Иван није могао да поверује очима. |                    |                 |                                               |                 |                     |
| 381 | 70                 | "Епизода 2.70"  | Александра Елчић Челановић и Станко Милошевић | Жарко Јокановић | 10. децембар 2021.  |
| На улици, Софија налеће на Нору и том приликом покушава да провери да ли је заиста у вези са „Адиним потрчком” Додом. Док је Никша у клубу наручивао шампањац за себе и Аду, Иван гута кнедле. Ритер пребацује тежиште својих планова на Вида. Када му се Вид супротставио, морао је да преузме одређене мере. На прослави коју је у фирми организовао Лука, Иван губи контролу и граби Аду за руку. Он захтева да му објасни ко јој је Никша Корлат. |                    |                 |                                               |                 |                     |
| 382 | 71                 | "Епизода 2.71"  | Александра Елчић Челановић и Станко Милошевић | Жарко Јокановић | 13. децембар 2021.  |
| Од своје чистачице која је ангажована на шпијунирању Ритера, Ада сазнаје да је у посету Брунеровом сину долазио и Вид. Када су га синови искритиковали за непримерено понашање, Иван признаје да све то ради због тога што је уверен да је Никша преварант који жели да искористи Аду. Инспекторка Стана организује акцију хапшења пуковника. |                    |                 |                                               |                 |                     |
| 383 | 72                 | "Епизода 2.72"  | Александра Елчић Челановић и Станко Милошевић | Жарко Јокановић | 14. децембар 2021.  |
| На састанку са Видом, Ада сазнаје да Ритер жели да науди Мили. Успаничена због пуковниковог хапшења, Софија схвата да је остала сама − не само да јој Ритер неће помоћи, већ јој јасно ставља до знања да је она та која је тражила снајпер, а не он. Катарину изједа црв сумње − уверена је да су Вид и Нора Цолетова деца и сада тражи начин како да им тајно уради ДНК тест. У тренутку када је Комарац звао Вишњу и претио јој да никада неће видети дете, чуо се пуцањ. |                    |                 |                                               |                 |                     |
| 384 | 73                 | "Епизода 2.73"  | Александра Елчић Челановић и Станко Милошевић | Жарко Јокановић | 15. децембар 2021.  |
| Лука је доживео још једно разочарење након разговора са Олгом. Он јасно увиђа да је њој стало само Алексе и да према сину ког је одгајила нема никаквих осећања. Трачеви у Кан холдингу доживљавају врхунац, а Уна је шокирана сазнањем које се тиче Норе и Максима. Ипак, најгоре је оно што ће се десити ако снајпериста повуче обарач, а на нишану му је Нада и то са бебом. |                    |                 |                                               |                 |                     |
| 385 | 74                 | "Епизода 2.74"  | Александра Елчић Челановић и Станко Милошевић | Жарко Јокановић | 16. децембар 2021.  |
| Олга покушава да обрлати Максима. Ако јој помогне, она ће помоћи њему тако што ће уклонити особу која му смета. Пошто је Стана убацила црв сумње Нори, Дода почиње да показује знаке нервозе. Вукашин поверава Ади који га проблем мучи − под хитно морају да реше питање Маринка. На мети Ритеровог снајперисте је Алекса. |                    |                 |                                               |                 |                     |
| 386 | 75                 | "Епизода 2.75"  | Александра Елчић Челановић и Станко Милошевић | Жарко Јокановић | 17. децембар 2021.  |
| Иако тврди да не познаје никога из кругова којима се Комарац замерио и који су га ликвидирали, Маријана поверава Вукашину и Ади да би можда Милевица могла да им да више података о убиству, али и о судбини Вишњине бебе. Док се у клубу расправљала са министарком, Донка јој предочава да је Клаудија ускоро неће ујести, него раскомадати. Софија са Звонимиром смишља начин како да Матију што пре извуку из куће Каначких. Опасност вреба Милу. |                    |                 |                                               |                 |                     |
| 387 | 76                 | "Епизода 2.76"  | Александра Елчић Челановић и Станко Милошевић | Жарко Јокановић | 20. децембар 2021.  |
| Док је седео у клубу са Жишком, Иван је чуо Никшин разговор са Адом. Под налетом љубоморе, Ивану се помрачује свест и песницом насрће на јадног човека који не схвата шта га је снашло. Због свега што се десило, у клуб стиже и Ада, а Иванов оптимизам брзо је спласнуо када му је несуђена супруга пред свима опалила шамар. По доласку кући, Алекса затиче шокантну поруку од Миле: Отишла сам. Немој ме тражити. Истовремено, Уна по кући тражи Луку и не схвата где је нестао. |                    |                 |                                               |                 |                     |
| 388 | 77                 | "Епизода 2.77"  | Александра Елчић Челановић и Станко Милошевић | Жарко Јокановић | 21. децембар 2021.  |
| Алекса очајан испитује Уну да ли зна нешто о Милином одласку. Она признаје да јој се Мила поверила пре одласка. Вишња се тајно састаје са Маринком који јој признаје да чини све како би пронашао њено дете. До Панчете долази податак да је Никша Корлат тајанствени улагач који има план да сруши њену кућу. У дом Каначких стиже Јасна са новим подацима из Ритерове канцеларије. Међутим, њен разговор са Адом, Вукашином и Додом прислушкивао је Матија. После дана и дана потраге, појављује се Мила али са пиштољем у руци. |                    |                 |                                               |                 |                     |
| 389 | 78                 | "Епизода 2.78"  | Александра Елчић Челановић и Станко Милошевић | Жарко Јокановић | 22. децембар 2021.  |
| Ван себе од беса због прича о рушењу, Панчета упада код Аде у кућу и после пар речи упућених несуђеној куми, насрће на улагача Никшу. После догађаја са Ритером, Софија се поверава Звонимиру речима да имају посла са озбиљним психопатом. У међувремену, Мила потеже пиштољ на Ритера и захтева да јој каже шта још хоће сада када је испунила све захтеве. |                    |                 |                                               |                 |                     |
| 390 | 79                 | "Епизода 2.79"  | Александра Елчић Челановић и Станко Милошевић | Жарко Јокановић | 23. децембар 2021.  |
| Алекса добија видео-снимак на ком је Мила са другим мушкарцем и моментално доживљава помрачење свести. Лила одмах почиње са осуђивањем док осталим укућанима није најјасније шта се дешава. Да би заштитио сина, Иван не жели да каже Олги где је Алекса, али га она уцењује - свима ће испричати да је отишла у Аустралију зато што је направио дете њеној рођеној сестри. Док се сви проводе на прослави поводом рођења бебе, Жаклина у породилишту лије горке сузе. Али, шта то ради Матија. |                    |                 |                                               |                 |                     |
| 391 | 80                 | "Епизода 2.80"  | Александра Елчић Челановић и Станко Милошевић | Жарко Јокановић | 24. децембар 2021.  |
| Матија одлази код Софије и тражи да му каже детаље Милиног нестанка. За то време, Мила у сузама грли омчу од конопца. Алекса оптужује Катарину и Јелену да су покривале Милу док га је варала и ломи све по канцеларији па обе дају отказ и одлазе из фирме. Олгин предлог да остави све и крене са њом у Аустралију, за Алексу сада има смисла. У Ритеровој канцеларији се појављује Матија. |                    |                 |                                               |                 |                     |
| 392 | 81                 | "Епизода 2.81"  | Александра Елчић Челановић и Станко Милошевић | Жарко Јокановић | 27. децембар 2021.  |
| Док је уверавао Аду да је све у најбољем реду, Матија седа са Ритером у аутомобил. Али њихов сусрет није промакао будном оку Адине кућне помоћнице која је на тајном задатку. Јелена и Катарина саопштавају Уни и Нади да су дале отказ пошто их је Алекса оптужио да су помогле Мили да га превари. Дијана пред Адом алудира да је Никша упетљан у ситуацију која се тиче Миле, а Алекса коначно долази до Миле и не само до ње. |                    |                 |                                               |                 |                     |
| 393 | 82                 | "Епизода 2.82"  | Александра Елчић Челановић и Станко Милошевић | Жарко Јокановић | 28. децембар 2021.  |
| Пошто је видела фотографију на којој су Матија и Ритер, Ада добија податак да су заједно провели неко време у канцеларији, а да су потом заједно отишли у непознатом правцу. Када је пожелео да јој објасни ситуацију, Ада није желела да слуша Матију. Незадовољан Олгином оперативношћу, Ритер прво физички насрће на њу, а потом јој прети да ће јој убити једно дете. |                    |                 |                                               |                 |                     |
| 394 | 83                 | "Епизода 2.83"  | Александра Елчић Челановић и Станко Милошевић | Жарко Јокановић | 29. децембар 2021.  |
| Милина прича уопште не ”пије воду” код Алексе иако га Лука убеђује да параноише. Због тога му поверава велику тајну коју нико не сме да зна. На састанку са Адом, Вукашину и Доди се придружује још једна особа, особа која зна све делове мозаика. У клубу, Дијана присуствује жучној расправи између Ивана и Олге и том приликом сазнаје велику тајну. Нора саопштава Доди да мора да оде на пут и да се нада да се он неће љутити јер је тај пут ”мало дужи”. |                    |                 |                                               |                 |                     |
| 395 | 84                 | "Епизода 2.84"  | Александра Елчић Челановић и Станко Милошевић | Жарко Јокановић | 30. децембар 2021.  |
| Ритер саопштава Божидарки да ће убити Софију ако сазна да га је она ”продала” Матији. Вид се већ брине - како ће Дина реаговати ако сазна да јој је Лука отац, а не он. Када је чула Лилину сулуду идеју да испроводаџише Алекси неку студенткињу јер Мила више није подобна за њега, Унин отац се запрепастио. На сред предавања, Луки поново креће крв из носа, а онда пада у несвест. Пребацују га у болницу, а доктор саопштава да је у животној опасности. Уз Никшину помоћ, Вишњина беба коначно стиже кући. |                    |                 |                                               |                 |                     |
| 396 | 85                 | "Епизода 2.85"  | Александра Елчић Челановић и Станко Милошевић | Жарко Јокановић | 31. децембар 2021.  |
| Алекса долази у клуб и захтева од Ивана да му каже шта је све још слагао осим да је ожењен и да има дете са свастиком. Из болнице стиже позив и Ада је ван себе. Слично је реаговала и Жаклина којој је Јелена саопштила да уопште не знају да ли је Лука жив. Када је узeо да јој убаци кофер у гепек пре поласка на аеродром, у Доди се још једном пробудила сумња да Нора у Америци неће остати само неколико дана. Доктор нема добре вести за Лукину породицу. |                    |                 |                                               |                 |                     |
| 397 | 86                 | "Епизода 2.86"  | Александра Елчић Челановић и Станко Милошевић | Жарко Јокановић | 31. децембар 2021.  |
| Породица остаје сломљена након докторових речи. Ритер позива Звонимира и Донку на "рапорт" − жели да зна ко га је "продао". Јелена саопштава Жаклини да је једини лек за Луку пресађивање матичних ћелија. Часлав даје подршку Уни јер је зна како јој је пошто је он прошао кроз сличну ствар са њеном покојном мајком. Катарина говори Цолету да су Вид и Нора његова деца. Тића говори Ивану да мора да буде уз Аду у овом тешком тренутку јер њих двоје једно другом једини могу да буду сада подршка. |                    |                 |                                               |                 |                     |
| 398 | 87                 | "Епизода 2.87"  | Александра Елчић Челановић и Станко Милошевић | Жарко Јокановић | 3. јануар 2022.     |
| Oд доктора стижу Лукини резултати и много је горе него што се првобитно мислило. Питање је да ли ће дочекати јутро. Олга долази код Ивана како би јој помогао да ступи у контакт са Алексом. Када је кренуо да је избацује из куће, Олга му саопштава да можда једино она може да помогне несрећном Луки. За то време, Алекса покушава све што је у његовој моћи како би спречио братовљеву смрт. Сада само остаје питање - ко ће покушати да помогне Луки и да ли ће уопште стићи да помогне на време. |                    |                 |                                               |                 |                     |
| 399 | 88                 | "Епизода 2.88"  | Александра Елчић Челановић и Станко Милошевић | Жарко Јокановић | 4. јануар 2022.     |
| Алекса једва успева да задржи Аду да не уђе у Лукину собу док је Жаклина унутра. Реакција на сазнање да са Жаклином има бебу и да њене матичне ћелије могу да му помогну да преживи, није очекивана. Лука почиње да плаче јер не жели помоћ због које ће повредити Уну. Пролазећи кроз ходник болнице, Ада и Вукашин сазнају дуго чувану тајну о томе ко је заправо отац Жаклинине бебе. |                    |                 |                                               |                 |                     |
| 400 | 89                 | "Епизода 2.89"  | Александра Елчић Челановић и Станко Милошевић | Жарко Јокановић | 5. јануар 2022.     |
| Вид не може да сакрије тугу због чињенице да је Жаклина рекла Луки да је отац детета. И Жаклини није свеједно због свега − плаши се да ће је Вид оставити. Уна је сломљена, а Матија јој нуди раме за плакање. У посету Луки стижу Иван и Ада. За то време, Клаудија пише министарки "смртну пресуду". |                    |                 |                                               |                 |                     |
| 401 | 90                 | "Епизода 2.90"  | Александра Елчић Челановић и Станко Милошевић | Жарко Јокановић | 6. јануар 2022.     |
| Жаклина је ван себе од бола због Видиног понашања па са бебом долази у кафану како би га приволела да заједно крену кући. Угледавши Аду и Вукашина у загрљају, Лила поново креће са конструкцијама оног што се није десило. Као да јој није мало муке, Ади долази и Донка која јој нуди помоћ у вези Луке. Софија сазнаје од Ритера да је нечија смрт близу. За то време, Олга долази код Луке у болницу да би му нешто дала. |                    |                 |                                               |                 |                     |
| 402 | 91                 | "Епизода 2.91"  | Александра Елчић Челановић и Станко Милошевић | Жарко Јокановић | 7. јануар 2022.     |
| Када се Олга поново појавила у болници, кренули су инциденти. Прво Ивану пуца филм, а онда Панчета добија порив за физичким обрачуном. Избезумљена због новинских написа, Милева тражи да јој Клаудија реши проблем. На Софијино снимање упадају Божидарка и Максим. Када је затекла Аду са својом бебом у рукама, Жаклина је побеснела на оца. Иако Алекса покушава да јој објасни да Лука само мисли на њу, Уна не може да прихвати ни један разлог Лукине преваре. |                    |                 |                                               |                 |                     |
| 403 | 92                 | "Епизода 2.92"  | Александра Елчић Челановић и Станко Милошевић | Жарко Јокановић | 10. јануар 2022.    |
| Након помирења са Жаклином, Вид позива Вукашина како би га упозорио да Ритер спрема нешто веома лоше. И заиста је тако - „Лука ће бити мртав”. Код Матије у стан долази Звонимир, а када је схватио да његов некадашњи компањон не жели прославу, упозорио га је да се озбиљно замерио Ритеру. Јанко у затвору добија нож у стомак. Док се Лука опорављао од интервенције, у његову болничку собу улази џелат. |                    |                 |                                               |                 |                     |
| 404 | 93                 | "Епизода 2.93"  | Александра Елчић Челановић и Станко Милошевић | Жарко Јокановић | 11. јануар 2022.    |
| Катарина покушава да схвати како је могуће да Луку сада може да спаси нешто друго, а не матичне ћелије рођеног детета. Док је инспекторка Стана својим „научним методама” покушавала да изнуди пољубац од Доде, у канцеларију изненада улази Нора која се вратила да изненади свог драгог. Док су седели на ручку и разговарали, Ада схвата да се Никша Корлат забављао са Норином и Видовом мајком пре него што је отишла у Америку и да је можда управо он њихов отац. У посету Луки долази Вид који жели да се њих двојица нешто договоре.                                                                                            |                    |                 |                                               |                 |                     |
| 405 | 94                 | "Епизода 2.94"  | Александра Елчић Челановић и Станко Милошевић | Жарко Јокановић | 12. јануар 2022.    |
| Луку отпуштају из болнице, али по доласку кући затиче стање која му не прија - Уну која није у стању да пређе преко свега што је сазнала. Она га моли да је пусти да оде. После разговора са Луком, Вид долази кући и поставља Жаклини питање свих питања - да ли ће после Лукиног спасти и његов живот? Милева доживљава шок када је схватила да је председник владе није подржао и да је њена министарска каријера готова. |                    |                 |                                               |                 |                     |
| 406 | 95                 | "Епизода 2.95"  | Александра Елчић Челановић и Станко Милошевић | Жарко Јокановић | 13. јануар 2022.    |
| Уна се појављује на очевим вратима са питањем: Да ли прима госте, али на дуже време. Када је од Алексе сазнао где му је жена, Лука је показао колико се заправо прибојава реакције Униног оца, али она која се не боји је Лила. Чим је сазнала где им је снаја, она одлучује да крене, не рачунајући на Адину реакцију. Због свега, она пакује кофере и упућује се тамо где мисли да је пожељна − код Матије. |                    |                 |                                               |                 |                     |
| 407 | 96                 | "Епизода 2.96"  | Александра Елчић Челановић и Станко Милошевић | Жарко Јокановић | 14. јануар 2022.    |
| Док је одмарала у очевом дворишту, Уни неко долази у изненадну посету. Када је Клаудија пред Маријаном и Жишком почела да ликује због избора на функцију министарке, у клуб улази разјарена Милевица и креће да черупа дојучерашњу сарадницу. Након првобитног разговора са Адом, сада и сам Никша почиње да верује да су можда Вид и Нора заиста његова деца. Али он није једини кандидат за оца. У игри је сада и инспектор Цоле. |                    |                 |                                               |                 |                     |
| 408 | 97                 | "Епизода 2.97"  | Александра Елчић Челановић и Станко Милошевић | Жарко Јокановић | 17. јануар 2022.    |
| Вид и Нора су шокирани чињеницом да сада постоји још један кандидат који би можда могао да буде њихов отац - Никша. Али ту невоље тек почињу. На улици, Никшина ћерка потпуно губи разум и повлачи обарач у правцу свог оца који у том тренутку стоји са Адом и Вукашином. По доласку кући, Жаклина затиче своју бебу у Лукином наручју. Ритер наставља са свирепим уцењивањем Олге. |                    |                 |                                               |                 |                     |
| 409 | 98                 | "Епизода 2.98"  | Александра Елчић Челановић и Станко Милошевић | Жарко Јокановић | 18. јануар 2022.    |
| Ада сазнаје позадину приче - Ритер уцењује Олгу и приморава је да чини злодела јер јој децу у Аустралији фактички држи као таоце. Вид предочава сестри да ће се сви истовремено подвргнути тесту очинства - њих двоје, Цоле и Никша и да ће се коначно све сазнати. У гаражи зграде, Софија затиче сцену која јој враћа слике из детињства. Када је видела како отац цима ћерку за руку, она је доживела помрачење. Када је чула да се Олга усељава у вилу Каначких, Лила пада у несвест. |                    |                 |                                               |                 |                     |
| 410 | 99                 | "Епизода 2.99"  | Александра Елчић Челановић и Станко Милошевић | Жарко Јокановић | 19. јануар 2022.    |
| Када је схватио да Олга више није у хотелу, Ритер доживљава помрачење. Дода даје служавки нови тајни задатак у виду лека против несанице. У клубу Дијана има свој неми перформанс. На све начине покушава да покаже гестом Жишки и Маријани да је заљубљена у Максима и не само то. У Малдивима, Панчета љуби шокираног Тићу, а Ада стиже код Ивана. |                    |                 |                                               |                 |                     |
| 411 | 100                | "Епизода 2.100" | Александра Елчић Челановић и Станко Милошевић | Жарко Јокановић | 20. јануар 2022.    |
| Резултати теста коначно откривају велику тајну па Вид и Нора после година трагања сазнају ко им је отац. Романса између Аде и Ивана се наставља. Пошто је попио посебну кафу са таблетама за спавање, Ритер омамљен пада на под своје канцеларије. Док је гледао вести, Матија сазнаје да је Софија доживела нервни слом на улици и да су све то забележиле камере. |                    |                 |                                               |                 |                     |
| 412 | 101                | "Епизода 2.101" | Александра Елчић Челановић и Станко Милошевић | Жарко Јокановић | 21. јануар 2022.    |
| У разговору са Олгом, Лука признаје да је једва преживео то што је мислио да је мртва. Слушајући њену исповест, он све више почиње да се саосећа са мајчиним болом због чињенице да је била принуђена да напусти сопствено дете. О Софијином нервном слому на улици прича цео град, а Матија у разговору са браћом признаје да мисли да њој више нема помоћи. Ипак, Лука и Алекса нису сигурни у то. Важну животну одлуку коју су Вид и Жаклина донели, сада саопштавају и њеним родитељима. У Ритерову канцеларију долази Ада спремна да га уништи.                                                                                     |                    |                 |                                               |                 |                     |
| 413 | 102                | "Епизода 2.102" | Александра Елчић Челановић и Станко Милошевић | Жарко Јокановић | 24. јануар 2022.    |
| Јамездин се не слаже са Дебељковим пословним плановима, а Софија доживљава нови напад када јој је у посету стигла мајка. Докторка упозорава Божидарку да ће тражити забрану приласка уколико је још једном види у болници. Инспекторка Стана пред бившом и умало будућом министарком за кризне ситуације честита оној правој, новоизабраној. Цео клуб је у шоку. Олга се спрема за повратак у Аустралију, а Ритер стиже у посету Јанку. |                    |                 |                                               |                 |                     |
| 414 | 103                | "Епизода 2.103" | Александра Елчић Челановић и Станко Милошевић | Жарко Јокановић | 25. јануар 2022.    |
| Божидарка преклиње Матију да оде у посету Софији јер је докторка нагласила да јој је преко потребно да види оног кога воли. На породичном окупљању, Вид саопштава да су Жаклина и он одлучили да живот наставе у Њујорку. Тај податак тешко пада Цолету који је тек добио ”нове“ чланове породице, али још више погађа Вукашина који је неутешан. Жишка околиша, али на крају ипак признаје Ади да јој недостају крузери и да жели да иде. После Ритера, у посету Јанку долази и Матија и има јасан захтев!. |                    |                 |                                               |                 |                     |
| 415 | 104                | "Епизода 2.104" | Александра Елчић Челановић и Станко Милошевић | Жарко Јокановић | 26. јануар 2022.    |
| Алекса и Лука изводе Милу и Уну на вечеру и том приликом им саопштавају нешто што их је веома изненадило. Таман када су помислили да су сами у кући и да могу да уживају у својој страсти, Тићу и Панчету „екипа” хвата на делу. Док Дода једва чека прилику да Дијани Ерски саопшти лепе вести, Иван поново проси Аду. |                    |                 |                                               |                 |                     |
| 416 | 105                | "Епизода 2.105" | Александра Елчић Челановић и Станко Милошевић | Жарко Јокановић | 27. јануар 2022.    |
| Пре него што је одлетела назад за Аустралију, Олга саопштава Луки и Алекси своју жељу. Дода је изненађен када је чуо да и његова љубав одлази за Њујорк. Срећом, Нора има предлог и за њега. У посету код Софије долази Ада. Брунеру је куцнуо час. Његов џелат се спрема да уђе у ћелију и изврши оно за шта га је Ритер платио. Брунеру је коначно дошао крај. |                    |                 |                                               |                 |                     |
| 417 | 106                | "Епизода 2.106" | Александра Елчић Челановић и Станко Милошевић | Жарко Јокановић | 28. јануар 2022.    |
| Док се Тића усељава код Панчете у кућу, Жаклина и Вид са бебом напуштају земљу, а на опраштању многима није свеједно. Јанко је успео да спроведе Ритерову наредбу и убије Брунера у ћелији, али није се надао да ће врло брзо завршити иза решетака. И не само он. Секретарица одаје полицији да је Ритер наручио убиство свог оца због чега ћелију дели управо са Јанком. Матија је послушао тетку Аду и отишао у посету Софији. |                    |                 |                                               |                 |                     |
| 418 | 107                | "Епизода 2.107" | Александра Елчић Челановић и Станко Милошевић | Жарко Јокановић | 31. јануар 2022.    |
| Донка нуди пословно-романтичну понуду Звонимиру, а све са циљем да се докопају огромног богатства. Када су после венчања дошли у клуб да попију пиће као новопечени супружници, Жишка од шока једва успева да остане на ногама, нарочито када јој је Донка уручила бидермајер. На Станино изненађење, Цоле добија унапређење и постаје виши инспектор полиције. Пре одласка, Олга саопштава Луки и Алекси своју жељу. Иако у прошлости нису били наклоњени једно другом, Вукашин сада упозорава Маријану да би могла да добије ударац који ће јој направити велике проблеме. Све је спремно за почетак дугоочекиване ревије Аде Каначки. |                    |                 |                                               |                 |                     |
| 419 | 108                | "Епизода 2.108" | Александра Елчић Челановић и Станко Милошевић | Жарко Јокановић | 1. фебруар 2022.    |
| Максима су заболели и срце и душа када је дошао у посету Софији. Због преживљених траума из прошлости, она није способна да препозна свог брата већ мисли да је отац дошао да је поново повреди. У тренутку када је пожелео да запроси Нору, Доди се на путу „испречила” инспекторка Стана. Клаудија нуди Никши много више од министарске фотеље. |                    |                 |                                               |                 |                     |
| 420 | 109                | "Епизода 2.109" | Александра Елчић Челановић и Станко Милошевић | Жарко Јокановић | 2. фебруар 2022.    |
| Лука и Алекса су одлучили да на специфичан начин прославе своје рођендане тако што ће Ади и Ивану тог дана приредити посебно изненађење. Матија добија вредан савет од тетке Аде након чега размишља да опет посети Софију и опрости јој све. Ада и Иван коначно стају пред олтар. Вукашин не може да се помири са тим и утеху тражи у алкохолу. |                    |                 |                                               |                 |                     |
| 421 | 110                | "Епизода 2.110" | Александра Елчић Челановић и Станко Милошевић | Жарко Јокановић | 3. фебруар 2022.    |
| Ада и Иван су се коначно венчали, а на славље њиховог венчања стижу Жаклина и Вид заједно са ћеркицом, али и Олга са својом децом из Аустралије. Изгледа да је пресуда Ритеру стигла и коначно је одбрањена правда. Матија је посетио Софију у болницу и саопштио јој да ће ускоро бити на слободи, као и да жели да међусобно граде бољи и квалитетнији однос. С друге стране, бароници Донки ипак не иде све по плану.Првобитно је било планирано да ова епизода буде последња епизода серије. Међутим, на захтев публике, одлучено је да серија ипак настави са снимањем.                                                             |                    |                 |                                               |                 |                     |